# Mustapha Khalfi
Mustapha Khalfi (arab. مصطفى خلفي, ur. 6 listopada 1986 w Casablance) – marokańsko-holenderski piłkarz, grający jako środkowy obrońca.

## Kariera klubowa

### Początki
Zaczynał karierę w Wydadzie Casablanca, gdzie grał w drużynach juniorskich. Do 2010 roku grał w Renaissance Berkane.

### Olympique Khouribga
1 lipca 2010 roku przeniósł się do Olympique Khouribga.
W sezonie 2011/2012 (pierwszym w bazie Transfermarkt) zagrał 4 mecze.

### Powrót do Berkane
17 grudnia 2012 roku powrócił do Renaissance Berkane. W tym klubie ponownie zadebiutował 5 stycznia 2013 roku w meczu przeciwko Olympic Safi (wygrana 1:0). Na boisku pojawił się w 75. minucie, zszedł Ahmed El Atlassi. W sumie zagrał 17 meczów.

### Ittihad Tanger
25 lipca 2014 roku został zawodnikiem Ittihadu Tanger.
W sezonie 2015/2016 zagrał 4 mecze.

### Dalsza kariera
1 lipca 2016 roku został zawodnikiem Maghrebu Fez. 1 lipca 2020 roku zakończył karierę.